# Miopithecus talapoin
Talapoin, Cercopithèque mignon, Singe des palétuviers
Espèce
Statut de conservation UICN

 VU  : Vulnérable
Statut CITES
Le Talapoin (Miopithecus talapoin) est un primate de la famille des cercopithécidés vivant en Afrique. C'est une des deux espèces du genre Miopithecus, avec le Talapoin du Nord.

## Dénominations
Talapoin du Sud, Miopithèque talapoin, Cercopithèque mignon, ou encore Singe des palétuviers, bien que ce dernier nom s'applique aussi au Mone de Campbell (Cercopithecus campbelli).

## Description
Le talapoin est la plus petite espèce de singe de l'Ancien Monde. Il mesure de 32 à 45 cm et pèse entre 0,8 et 1,9 kg.
Ce singe possède des testicules de couleur bleue.

## Répartition

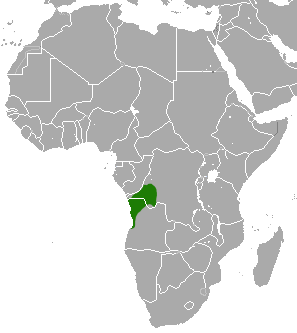
Répartition (en vert) du Talapoin en Afrique

Cette espèce est présente en Angola et au Congo-Kinshasa. Elle vit uniquement dans la végétation bordant les cours d'eau. Elle est souvent présente près des rivières traversant les bois de Brachystegia.

## Alimentation
Il se nourrit d'insectes, de feuilles, de graines, de fruits, de larves et d'œufs.